# Seno (geografía)

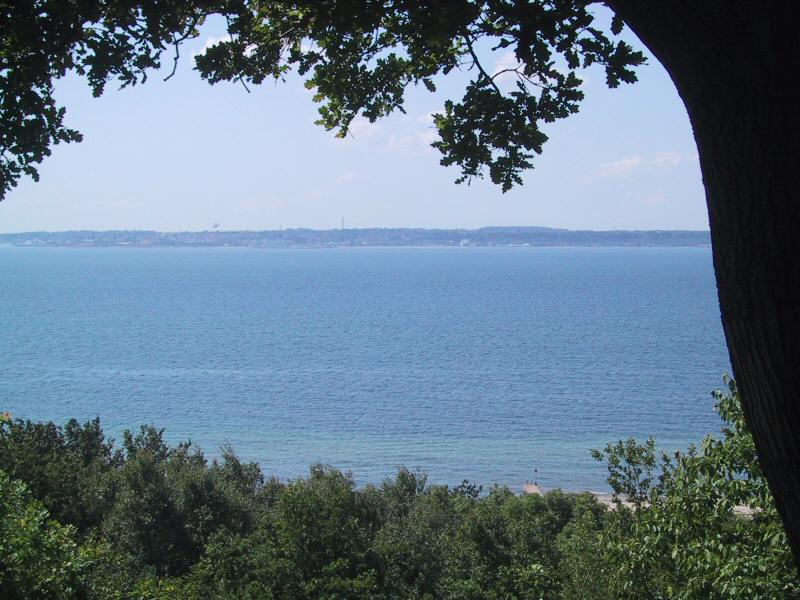
Øresund del Norte.

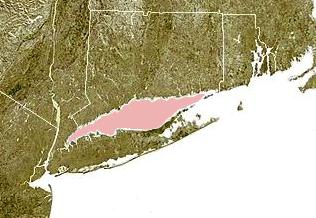
El Long Island Sound está marcado en rosa, entre Connecticut (al norte) y Long Island (al sur).

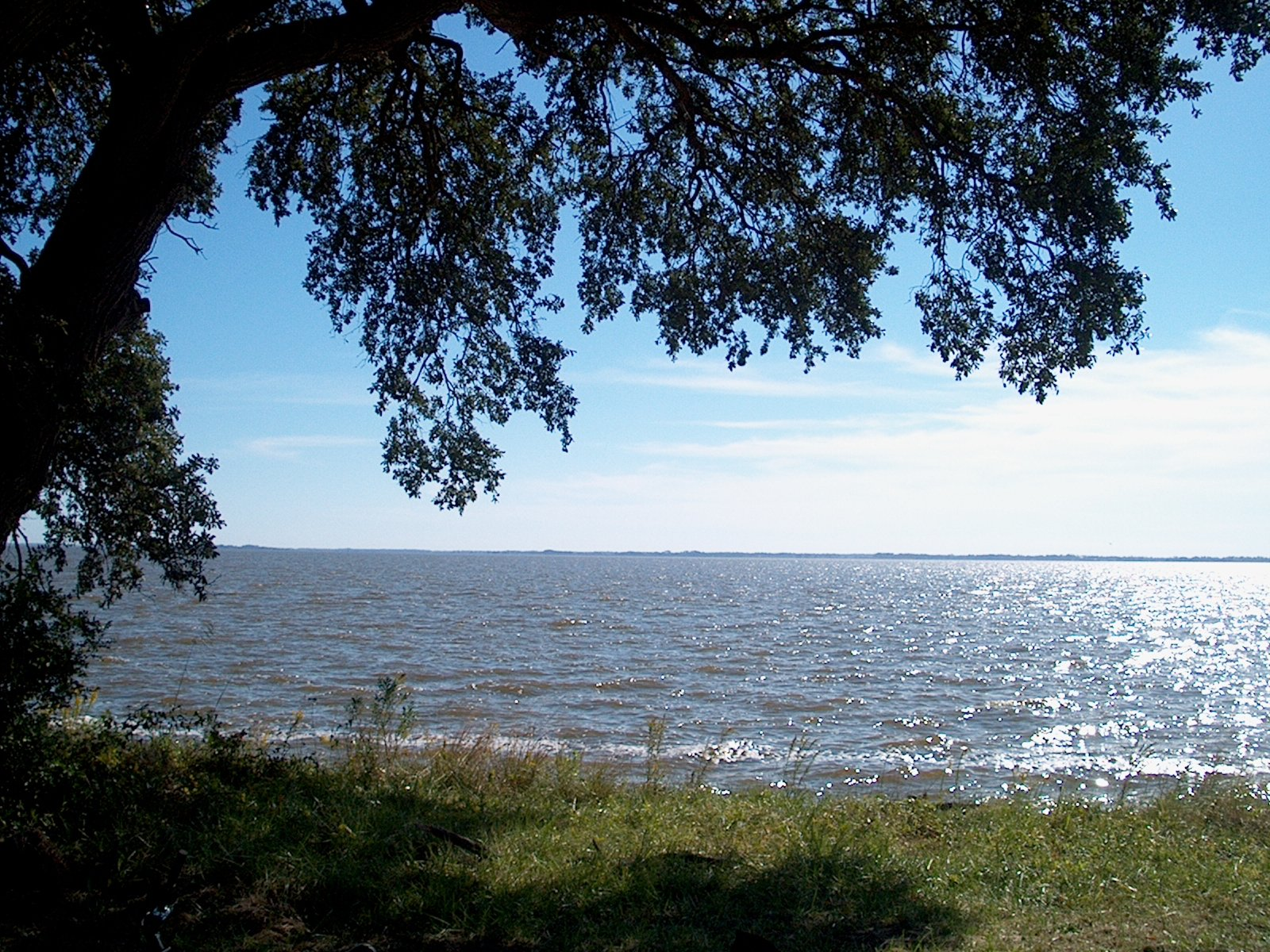
A live oak en isla Knotts, Carolina del Norte con vistas al Currituck Sound.

En geografía, un seno es un gran entrante del mar, mayor que una bahía, más profundo que una ensenada, y más amplio que un fiordo. Un «seno», en general, señala la existencia de un fondeadero protegido.

## Etimología
La palabra germánica «sound» tiene la misma raíz que el verbo «sonder», en el sentido de separar. En idioma sueco, cualquier estrecho se llama «sund»; en Noruega, cientos de angostos estrechos que separan las islas y fiordos o la combinación de partes exteriores de fiordos se denominan «sund». De esta forma, un «seno» sería un paso lo suficientemente estrecho para que una persona pudiera atravesarlo a nado.
Por supuesto, la palabra germánica «sound» no debe confundirse con la mucho más familiar palabra románica «sound» («sonido»), que se ha desarrollado a partir de latín «sonus».

## Uso del término

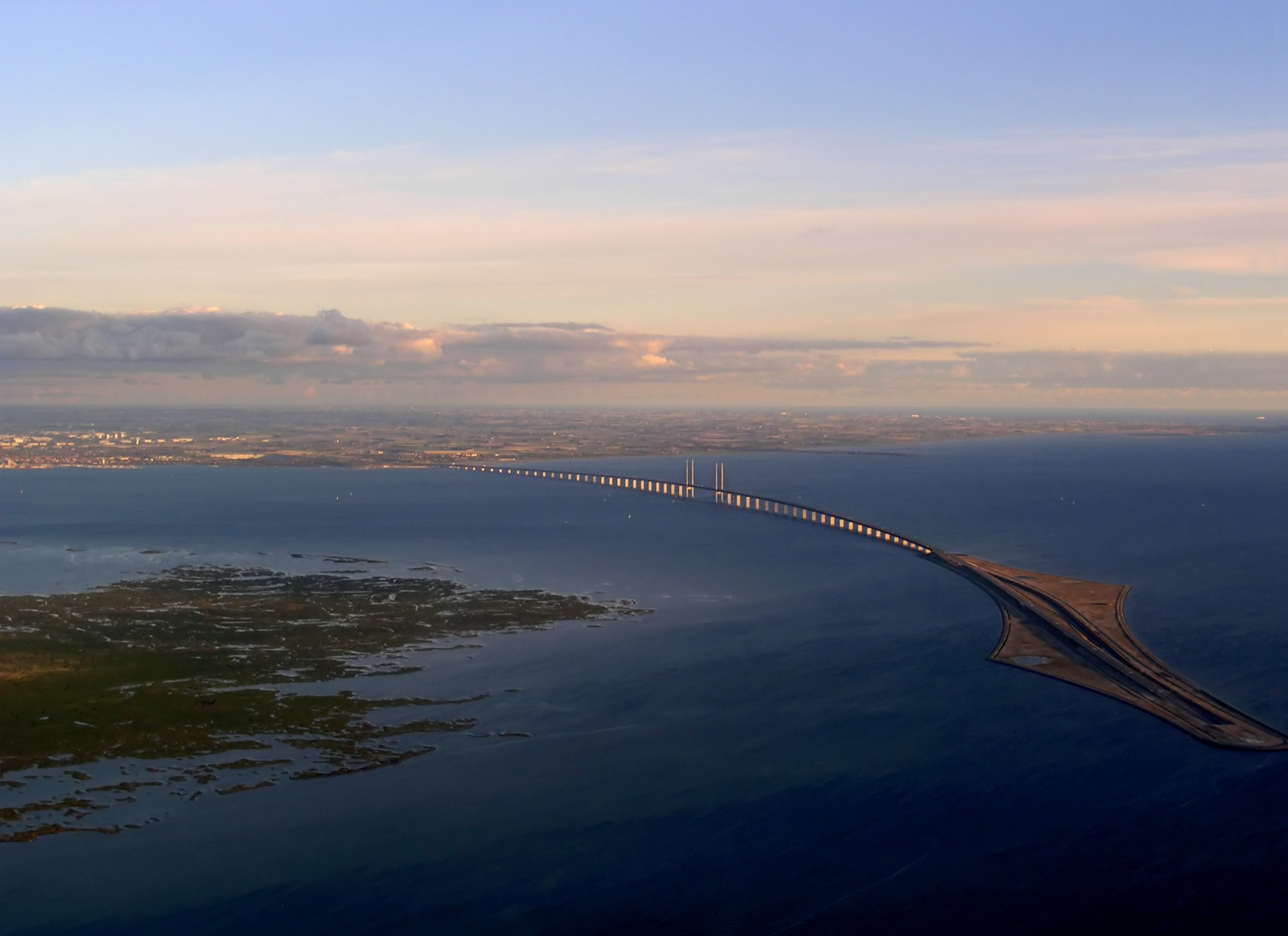
Puente de Oresund.

Tradicionalmente, en la Europa del Norte, el término «sound» se ha empleado para referirse expresamente al conocido estrecho del Øresund, el estrecho que separa Dinamarca (la isla danesa ultraperiférica de Sjælland) y Suecia, el angosto canal de unos 4 km de ancho que conecta el estrecho de Kattegat, del mar Báltico.
En las zonas exploradas por los británicos en el siglo XVIII, especialmente en la costa noroeste de América del Norte, el término «sound» se aplicó a los entrantes que tienen islas grandes (por ejemplo, el Puget Sound, Howe Sound) y también a los cuerpos de aguas abiertas que aún no están plenamente en mar abierto (Queen Charlotte Sound, Caamaño Sound) o a los ensanchamientos o transiciones en las aberturas de los entrantes (Fitz Hugh Sound y Cross Sound) o para nombrar algunos fiordos y bahías (como el Prince William Sound). El sentido original europeo de la palabra se ha perdido, y hay poca coherencia en el uso de la voz «sound» en los topónimos del idioma inglés.
En los Estados Unidos, el Long Island Sound separa la isla de Long Island de la costa de Connecticut, pero en el lado atlántico de Long Island, el cuerpo de agua entre el océano y su isla barrera se denomina Great South Bay. El Pamlico Sound es una laguna que se encuentra en Carolina del Norte, entre la costa y sus playas de barrera, mientras que otro accidente muy similar, recibe el nombre de Outer Banks. El Mississippi Sound separa el golfo de México del continente a lo largo de gran parte de las costas del golfo de Misisipi y Alabama; en la costa oeste, el Puget Sound, por el contrario, es un profundo brazo del océano.

## Formación
Los «sounds» a menudo se han formado por una inundación del mar en un valle fluvial, que produce una larga ensenada donde las laderas inclinadas del valle descienden hasta el nivel del mar y continúan bajo el agua para formar un suelo en pendiente bajo él. Los Marlborough Sounds, de Nueva Zelanda, son un buen ejemplo de este tipo de formación.
A veces, los «sounds» también fueron producidos por la talla de glaciares en valles costeros que luego retrocedieron, o cuando el mar invadió esos valles glaciares. El glaciar produce un «sound» que a menudo tiene laderas empinadas, casi verticales, con partes que se extienden en profundidad bajo el agua. El fondo del mar suele ser plano y profundo al final de la tierra, debido a los depósitos de las morrenas glaciares. Este tipo de «sound» es más bien un fiordo. Los «sounds» de Fiordland, en Nueva Zelanda, se han formado de esa manera.

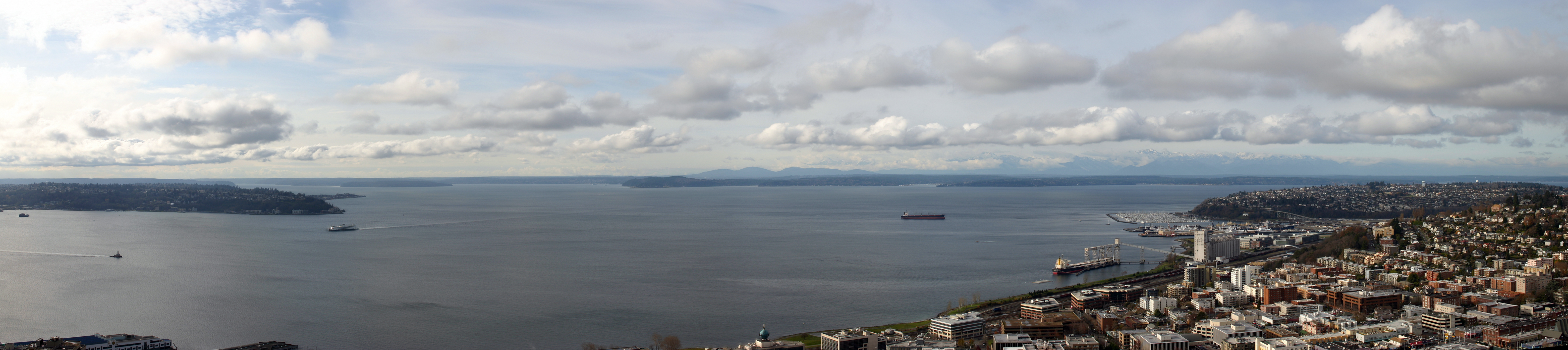
Vista del Puget Sound (desde la Aguja Espacial).

## Ejemplos en distintos países

### Australia
- Broad Sound, cerca de Clairview, Queensland;
- Camden Sound, en Kuri Bay, Australia Occidental;
- Cockburn Sound, en Australia Occidental;
- Denham Sound, parte de bahía Shark, en Australia Occidental;
- King Sound, en Derby, en Australia Occidental;
- King George Sound, en Albany, en Australia Occidental;
- Montague Sound, en Australia Occidental;
- Noosa Sound, en Noosa, en Queensland;
- York Sound, en Australia Occidental.

### Bahamas
- Exuma Sound, bordeado por Eleuthera, isla Cat y Exuma, entre otros.
- Millars Sound, en New Providence;
- Rock Sound, en Eleuthera;
- The Soun, en Bimini.

### Bermudas
- Great Sound, hacia el final del suroeste del archipiélago.

### Islas británicas
- Calf Sound, entre la isla de Man y el Calf of Man;
- Plymouth Sound, en Plymouth, Devon.

### Islas Vírgenes Británicas
- North Sound, en Virgen Gorda;
- South Sound, en Virgen Gorda.

### Canadá
- Barkley Sound en la costa oeste de la isla de Vancouver, en la Columbia Británica;
- Baynes Sound entre la isla Denman y la isla de Vancouver, en la Columbia Británica;
- Clayoquot Sound, en isla de Vancouver, en la Columbia Británica;
- Cumberland Sound, en la costa este de la isla de Baffin;
- Desolation Sound, entre las islas Discovery y la costa de la Columbia Británica;
- Eclipse Sound, entre la isla de Baffin y la isla Bylot, en Nunavut;
- Eureka Sound, entre la isla de Ellesmere y la isla Axel Heiberg, en Nunavut;
- Fitz Hugh Sound, en la costa central de la Columbia Británica;
- Hamilton Sound, entre la isla de Fogo y la isla de Terranova;
- Howe Sound, un entrante al noroeste de Vancouver, en la Columbia Británica;
- Jones Sound, entre la isla Devon y la isla de Ellesmere, en Nunavut;
- Kyuquot Sound en la costa oeste de la isla de Vancouver, en la Columbia Británica;
- Lancaster Sound entre la isla Devon y la isla de Baffin, en Nunavut;
- Long Island Sound, entre Long Island, en Nunavut, y Quebec;
- Massey Sound, entre la isla Amund Ringnes y la isla Axel Heiberg, en Nunavut;
- Nansen Sound, entre la isla de Ellesmere y la isla Axel Heiberg, en Nunavut;
- Nootka Sound, en la costa oeste de la isla de Vancouver, en la Columbia Británica;
- Owen Sound, en Ontario;
- Parry Sound, en Ontario;
- Quatsino Sound en el norte de la isla de Vancouver;
- Severn Sound, en Ontario;
- Peel Sound, entre el isla del Príncipe de Gales y la isla Somerset, en Nunavut;
- Queen Charlotte Sound, aguas afuera de la costa de la Columbia Británica;
- Random Sound, cerca de Clarenville, en Terranova y Labrador;
- Roes Welcome Sound, entre la isla de Southampton y la costa oeste de la bahía de Hudson, en Nunavut;
- Vizconde Melville Sound entre el isla Banks e isla Melville, en Nunavut.

### Chile
- Seno Almirantazgo, en Tierra del Fuego, en la Región de Magallanes y de la Antártica Chilena.

### Islas Caimán
- Frank Sound, en Gran Caimán;
- North Sound, en Gran Caimán.

### Islas Malvinas
- Adventure Sound, en isla Soledad;
- Berkeley Sound, en isla Soledad;
- Byron Sound, en isla Soledad;
- Seno Choiseul, en isla Soledad;
- Estrecho de San Carlos, entre la isla Soledad y la isla Gran Malvina.

### México
- Sonda de Campeche, en Campeche.

### Nueva Zelanda
- Queen Charlotte Sound, en isla Sur;
- Marlborough Sounds, en isla Sur.

### Escandinavia
- The Sound, otro nombre del Øresund, el cuerpo de agua entre Suecia y Dinamarca. Drøbaksundet El seno de Drøbak es el más famoso cuerpo de agua en el fiordo de Oslo

### Islas Salomón
- New Georgia Sound.

### Estados Unidos
- Albemarle Sound, en Carolina del Norte (con los senos interiores de Croatan Sound, Currituck Sound y Roanoke Sound);
- Block Island Sound, entre la Block Island continental y Rhode Island;
- Bogue Sound, en Carolina del Norte;
- Breton Sound, en Luisiana;
- Calibogue Sound, en isla Hilton Head, en Carolina del Sur;
- Core Sound, en Carolina del Norte;
- Chatham Sound, en Alaska;
- Kotzebue Sound, en Alaska;
- Long Island Sound entre Long Island (Nueva York) y Connecticut;
- Mississippi Sound, en Misisipi y Alabama;
- Nantucket Sound, costa afuera de Nantucket, en Massachusetts;
- Norton Sound, en Alaska;
- Pamlico Sound, en Carolina del Norte;
- Pine Island Sound, cerca de Cape Coral, Florida;
- Prince William Sound, en Alaska;
- Puget Sound, en Washington;
- Rhode Island Sound, costa afuera de Rhode Island;
- Somes Sound, en la isla de Mount Desert, Maine (realmente un fiordo);
- Suwanee Sound, costa afuera de Florida;
- Vineyard Sound, costa afuera de Martha's Vineyard, en Massachusetts.

### Islas Vírgenes de los Estados Unidos
- Pillsbury Sound entre Saint Thomas y Saint John.